# Chlorolydella caffrariae
Chlorolydella caffrariae là một loài ruồi trong họ Tachinidae.